# Nadieżda Bogdanowa

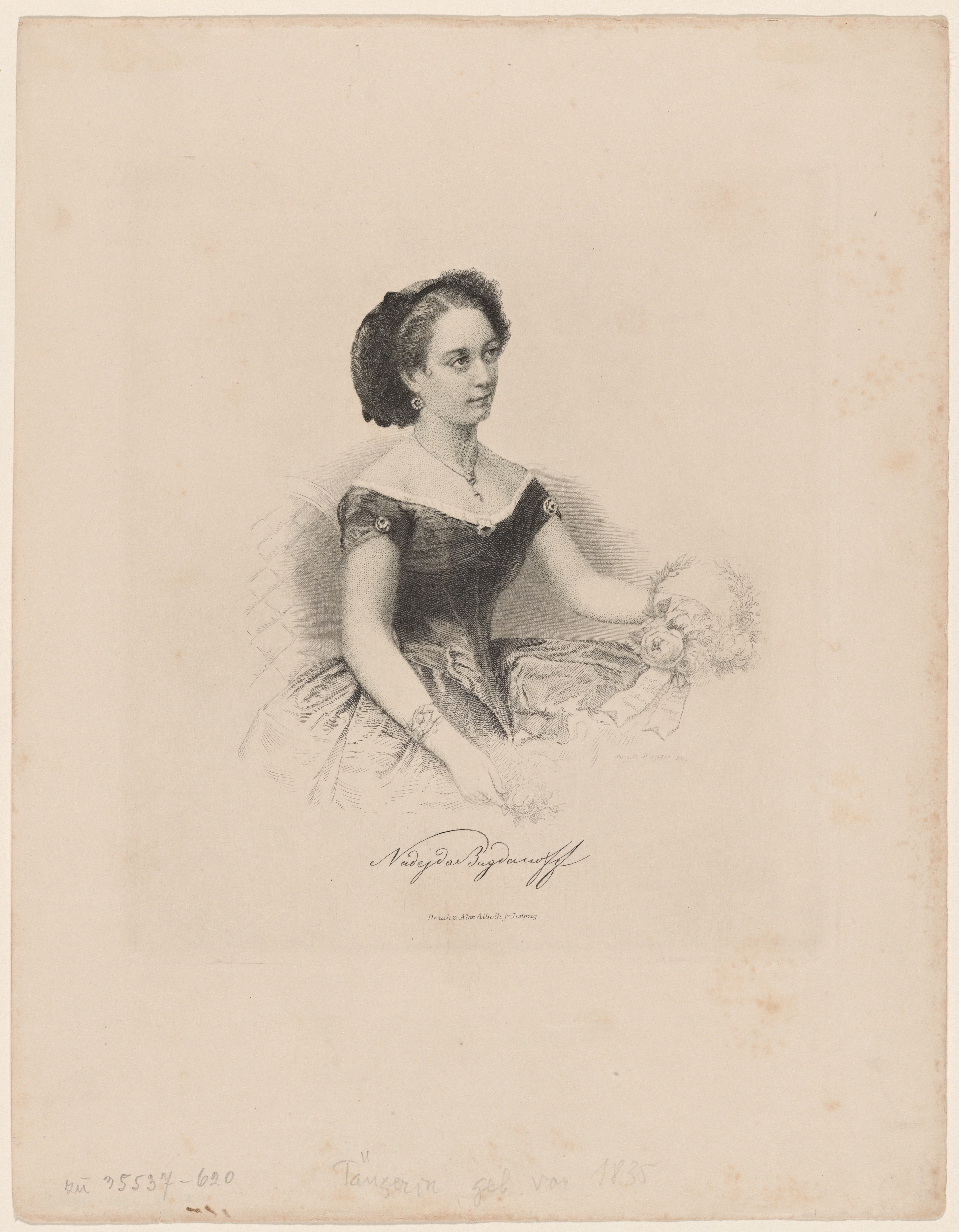
Nadieżda Bogdanowa, 1850

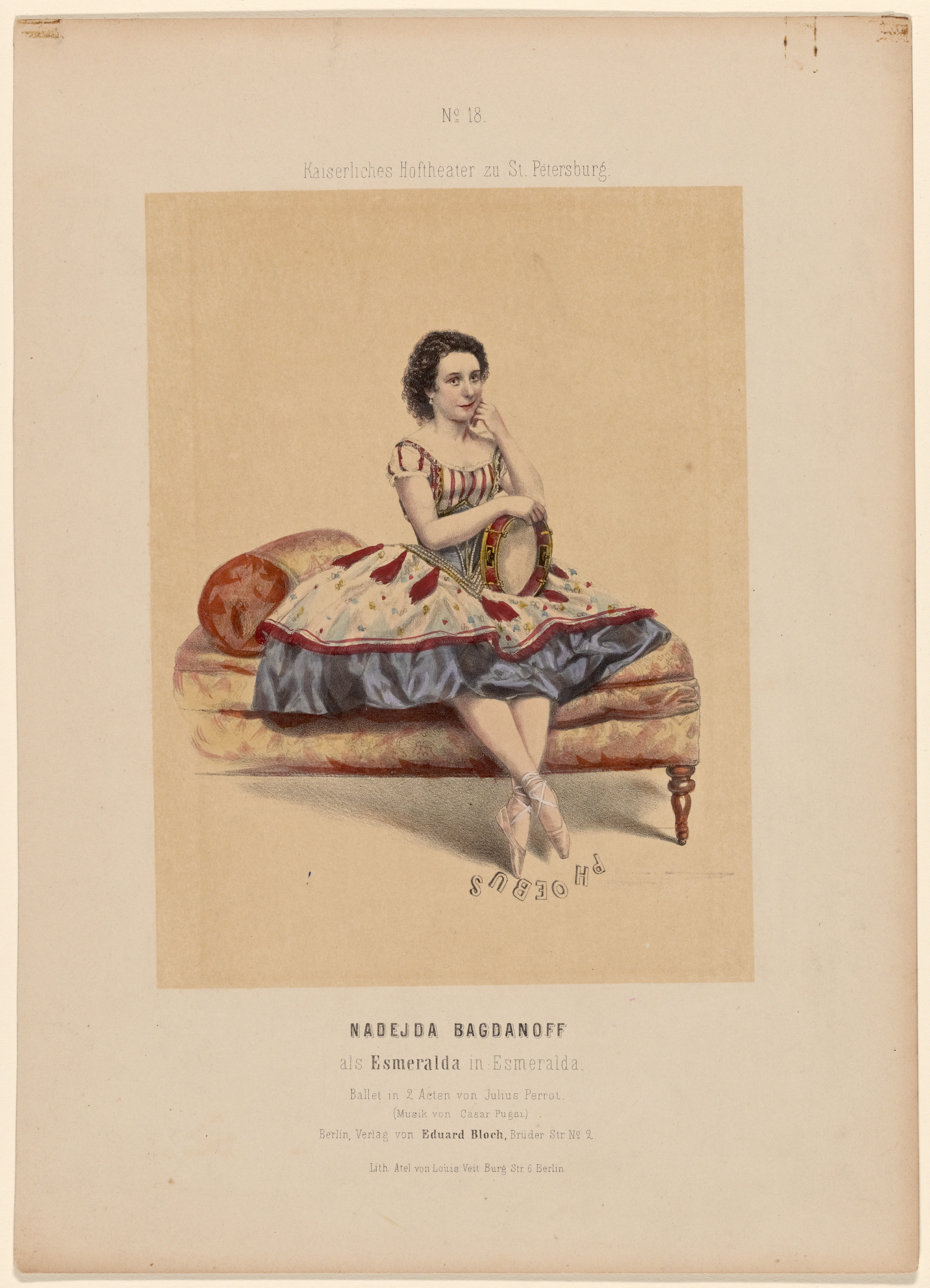
Nadieżda Bogdanowa jako Esmeralda, 1859

Nadieżda Konstantinowna Bogdanowa (ros. Надежда Константиновна Богданова; ur. 14 września 1836 w Moskwie – zm. 15 września 1897 w Sankt Petersburgu) – wybitna rosyjska primabalerina liryczna o europejskiej sławie.

## Życiorys
Ojcem Nadieżdy był Konstantyn Fiodorowicz Bogdanow (1809-1877), od 1827 roku tancerz, a w latach 1839-1846 reżyser baletu moskiewskiego, a także wykładowca tańca w tamtejszej szkole teatralnej. Jej matką zaś była Tatiana Siergiejewna Karpakowa (ok. 1812-1842), w latach 1831-1840 balerina Teatru Wielkiego w Moskwie. Ojciec, absolwent moskiewskiej szkoły baletowej, a następnie wychowanek surowej metody szkolenia Charles'a Didelota w Sankt Petersburgu, z wielką starannością od dziecka uczył córkę ich rodzinnego zawodu.
Nadieżda debiutowała jako 12-letnia dziewczynka, tańcząc u boku ojca rolę tytułową w Sylfidzie na scenie w Jarosławlu; potem występowała w wielu innych miastach Rosji, wszędzie z wielkim sukcesem. Za radą goszczącej w Rosji primabaleriny Fanny Elssler udała się do Paryża, gdzie doskonaliła swój warsztat taneczny pod kierunkiem wybitnych baletmistrzów Josepha Maziliera i Arthura Saint-Léona, a 20 października 1851 wystąpiła przed paryską publicznością w balecie La Vivandière (Markietanka) zastępując w tytułowej roli słynną Carlottę Grisi. Odniosła ogromny sukces, a krytyka paryska odkryła w niej wielki talent, zaś tamtejsza publiczność zyskała nową ulubienicę. W 1852 roku występowała także gościnnie w Wiedniu, tańcząc rolę tytułową w Giselle. W Paryżu tańczyła tylko przez 4 lata, do wybuchu wojny krymskiej, w której Rosja i Francja znalazły się po przeciwnych stronach konfliktu, Względy patriotyczne nakazały jej wówczas opuścić Paryż.
Wówczas, ukazem carskim została wezwana do teatrów petersburskich, gdzie również tańczyła m.in. rolę Giselle, zachwycając techniką, wdziękiem, gracją i lekkością póz, a także wielkim dramatyzmem i talentem mimicznym. Dzięki temu zaćmiła ówczesną primabalerinę Jelenę Andriejanową, a nawet była stawiana na równi z odwiedzającymi Rosję, czołowymi gwiazdami baletowymi Europy, takimi jak: Maria Taglioni, Fanny Elssler, Carlotta Grisi i inne. W latach 1855–1867 tańczyła więc na scenach petersburskich i moskiewskich, ale też odnosiła gościnne sukcesy w Paryżu, Berlinie, Neapolu, Budapeszcie i innych miastach Europy. Wielokrotnie też tańczyła gościnnie w Warszawie, gdzie była uwielbiana przez krytykę i publiczność.
W 1865 roku popadła na jakiś czas w niełaskę petersburskiego dworu cesarskiego, obwiniana za romans z synem cara Aleksandra II, następcą tronu Mikołajem Aleksandrowiczem Romanowem, jaki miał się przyczynić do przedwczesnej śmierci cesarzewicza podczas jego pobytu na kuracji w Nicei.
Podczas jednego z przedstawień baletu Najada w Moskwie upadła na scenie i potłukła się, a „Московские ведомости” sugerowały, że nie obyło się przy tym bez cudzej pomocy. W 1867 roku zakończyła karierę sceniczną. Na przełomie XIX i XX wieku Aleksiej Umanskij wspominał taniec Nadieżdy Bogdanowej: «Tańczyła B. bardzo wytwornie, z wdzięczną żywością, niezwykle zręcznie, z wyrazistą mimiką.»

## Repertuar
Repertuar Nadieżdy Bogdanowej obejmował główne partie w takich baletach, jak:
- La Vivandière, muzyka Cesare Pugni,  choreografia Arthur Saint-Léon
- Orfa, muzyka Adolphe-Charles Adam, choreografia Joseph Mazilier
- Robert Diabeł (scena uwodzenia w operze), muzyka Giacomo Meyerbeer, choreografia Filippo Taglioni
- Giselle, muzyka Adolphe-Charles Adam, choreografia Jean Coralli i Jules Perrot
- Esmeralda, muzyka Cesare Pugni, choreografia Jules Perrot
- Gazelda, czyli Cyganie, muzyka Cesare Pugni, choreografia Jules Perrot
- Faust, muzyka Cesare Pugni i Giacomo Panizza, choreografia Jules Perrot
- Debiutantka, muzyka Cesare Pugni, choreografia Jules Perrot
- Sylfida, muzyka Jean Schneitzhöffer, choreografia Filippo Taglioni
- Katarzyna, córka bandyty, muzyka Cesare Pugni, choreografia Jules Perrot
- Meteora, muzyka Cesare Pugni, choreografia Arthur Saint-Léon
- Sierota Teolinda, czyli Duch doliny, muzyka Cesare Pugni, choreografia Arthur Saint-Léon
- Najada i rybak, muzyka Cesare Pugni, choreografia Jules Perrot

## Występy w Warszawie
Balety, w których tańczyła główne role na scenie Teatru Wielkiego podczas swoich kolejnych występów gościnnych:
- Gizella, czyli Willidy, 1855, 1856 i 1857 (partner: Aleksander Tarnowski), 1859 (partner: Antoni Tarnowski), 1866 (partner: Aleksander Tarnowski)
- Robert Diabeł (Scena uwodzenia w operze Meyerbeera), 1855, 1866
- Esmeralda, 1855, 1856, 1857 i 1866 (partner: Aleksander Tarnowski)
- Katarzyna, córka bandyty, 1857 (partner: Aleksander Tarnowski), 1859 (partner: Antoni Tarnowski), 1866 (partner: Aleksander Tarnowski)
- Asmodea, diabeł rozkochany, 1859 i 1866 (partner: Antoni Tarnowski, który w czasie przedstawienia 11 lutego 1866 doznał kontuzji. „Zespół znalazł się w kłopocie. Z powodu braku pierwszego tancerza nie można było wystawić żadnego większego baletu. Z koleżeńską pomocą pospieszyła Bogdanow. Ona to była inicjatorką i organizatorką benefisu na rzecz wielokrotnego partnera. Ona również zdołała skłonić Aleksandra Tarnowskiego do powrotu na scenę”. [5] On także, po kontuzji brata, partnerował jej w tym balecie w marcu 1866 roku.)
- Sylfida, 1866 i 1867 (partner: Aleksander Tarnowski)
- Korsarz, 1866 (partner: Aleksander Tarnowski)
- Modniarki, czyli Karnawał paryski, 1866 (partner: Aleksander Tarnowski)
- Rozbójnik morski, 1866 i 1867 (partner: Aleksander Tarnowski)